# Trhový Štěpánov
Trhový Štěpánov település Csehországban, a Benešovi járásban. Trhový Štěpánov Rataje, Javorník, Hulice, Soutice, Psáře, Keblov, Tichonice, Chabeřice, Kácov, Tehov, Chlum és Mnichovice településekkel határos. Lakosainak száma 1520 fő (2024. január 1.).

## Népesség
A település lakosságának változását az alábbi diagram mutatja:
| Lakosok száma | 2536 | 2538 | 2271 | 1721 | 1406 | 1262 | 1349 | 1387 | 1390 | 1520 |
|               | 1869 | 1890 | 1921 | 1950 | 1980 | 2001 | 2017 | 2019 | 2022 | 2024 |